# خافيير ماسكيرانو
خافيير أليخاندرو ماسكيرانو (بالإسبانية: Javier Alejandro Mascherano)‏، (مواليد 8 يونيو 1984 في سان لورينزو، الأرجنتين)، هو مدرب نادي انتر ميامي الأمريكي ،و لاعب كرة قدم أرجنتيني سابق. سبق وأن لعب مع عدة أندية في مركز الوسط المدافع وقلب الدفاع، ومنتخب الأرجنتين مُنذ 2003 حتى اعتزل بعد كأس العالم 2018.

## مسيرته الكروية والتدربية

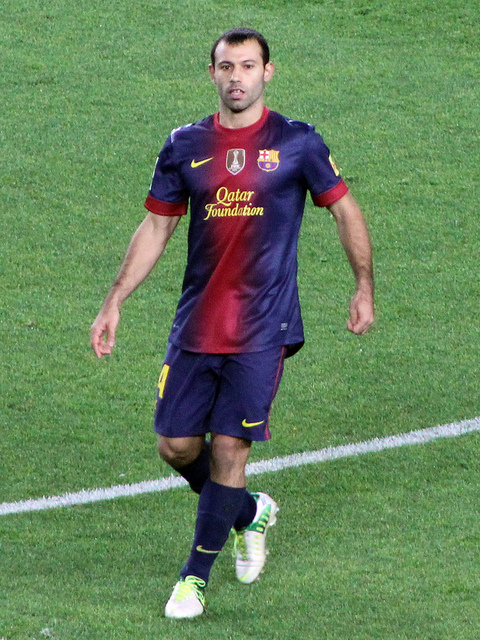
خافيير ماسكيرانو يلعب مباراة مع نادي برشلونة

بدأ مسيرته الكروية مع نادي ريفر بليت في عام 2003، ولعب معهم حتى عام 2005، وشارك معهم في 46 مباراة.
وفي موسم 2005/2006 انتقل إلى نادي كورنثيانز البرازيلي، ولعب معهم 17 مباراة.
وفي موسم 2006/2007 انتقل إلى نادي وست هام يونايتد الإنجليزي، ولعب معهم 5 مباريات.
ثم انتقل في عام 2007 انتقل إلى نادي نادي ليفربول الإنجليزي.
وفي صيف عام 2010 انتقل إلى نادي برشلونة الأسباني الذي استخدمه في مركز جديد غير مركز الوسط وهو قلب الدفاع.
وفي يناير 2018 أعلن نادي برشلونة عن انتقال خافيير ماسكيرانو إلى نادي هيبي شينا فورتون الصيني.
تولى مهمة تدريب نادي انتر ميامي يوم ١٤ نوفمبر عام ٢٠٢٤

## مسيرته الدولية
بدأ باللعب مع منتخب الأرجنتين منذ عام 2003 ، لعب خافيير مع المنتخب في كأس العالم 2010 وفي كأس العالم 2014 وصل إلى النهائي معه حيث خسروا من المنتخب الألماني بهدف ماريو غوتزي في الشوط الإضافي الثاني وضاعت الأحلام بالفوز باللقب.
شارك في كوبا أمريكا 2015 مع الأرجنتين ووصل إلى النهائية مع منتخب تشيلي وخسرت الأرجنتين بركلات الترجيح بنتيجة 1-4 لتشيلي.

## الإنجازات

### الجماعية

#### النادي
ريفير بليت
- دوري الدرجة الأولى الأرجنتيني (1): 2003–04

كورينثيانز
- دوري الدرجة الأولى البرازيلي (1): 2005

برشلونة
- الدوري الإسباني (4): 2010–11، 2012–13، 2014–15، 2015–16
- كأس ملك إسبانيا (4): 2011–12، 2014–15، 2015–16، 2016–17
- كأس السوبر الإسباني (3): 2011، 2013، 2016
- دوري أبطال أوروبا (2): 2010–11، 2014–15
- كأس السوبر الأوروبي (2): 2011، 2015
- كأس العالم للأندية (2): 2011، 2015

#### المنتخب
- كأس العالم الوصيف: 2014
- كوبا أمريكا الوصيف: 2004، 2007، 2015، 2016
- الأولمبياد الميدالية الذهبية (2): 2004، 2008

### الفردية
- كوبا أمريكا فريق البطولة (2): 2015،[7] 2016[8]
- دوري أبطال أوروبا فريق الموسم (1): 2014–15[9]

- جائزة ألدو روفيرا (1): 2013–14.[10]
- فيفبرو الفريق الثالث (1):[11] 2015
- فيفبرو الفريق الرابع (1):[12] 2014
- فيفبرو الفريق الخامس (2):[13] 2016، [14] 2017
- دورة تولون الدولية أفضل لاعب (1): [15] 2003
- أمريكا الجنوبية فريق السنة (2): 2004، [16] 2005

## وصلات خارجية
- الملف الشخصي على موقع نادي برشلونة الرسمي
- خافيير ماسكيرانو على موقع الاتحاد الدولي (مؤرشف)  (الإنجليزية)
- خافيير ماسكيرانو على موقع الاتحاد الأوربي (الإنجليزية)
- خافيير ماسكيرانو على موقع إي إس بي إن إف سي (الإنجليزية)
- خافيير ماسكيرانو على موقع قاعدة بيانات كرة القدم.إي يو (الإنجليزية)
- خافيير ماسكيرانو على موقع ناشيونال فوتبول تيمز (الإنجليزية)
- خافيير ماسكيرانو على موقع Soccerbase.com (لاعب) (الإنجليزية)
- خافيير ماسكيرانو على موقع Soccerway.com (الإنجليزية)
- خافيير ماسكيرانو على موقع عالم كرة القدم.نت (الإنجليزية)
- خافيير ماسكيرانو على موقع اللجنة الأولمبية الدولية (الإنجليزية)
- خافيير ماسكيرانو على موقع أوليمبيديا (الإنجليزية)
- خافيير ماسكيرانو – سجل منافسات اليويفا